# 東條真人
東條真人（とうじょう まさと、1957年 - ）は、日本の工学博士、占星術師。1994年にミトレーアム・ジャパンを設立し、イラン・クルド・欧米の同志グループとともにミトラ教の復興運動（再構築・現代化）を進めている。

## 経歴
東京大学大学院博士課程終了。
ミトラ教、スーフィズム、東方神智学の研究などを行なっている。

## 著書
- ケウル-ミトラ聖典（MIIBOAT Books）
- ミトラ神学（国書刊行会）
- シークレット・ドクトリンを読む（出帆新社）
- 占星学教室 バビロニア占星学とアラビックパーツ（MIIBOAT Books）
- 占星学教室 ミトラ教の秘教占星学（MIIBOAT Books）
- タロット大事典（国書刊行会）
- 世界の神々の事典（共著）（学研）

## WEB
- インターネットサイト『ミトラ秘教占術』 BIGLOBE/nifty/So-net/OCN/YAHOO/Goo占い